# Jean Henri Becays Ferrand
Pour les articles homonymes, voir Ferrand.
Jean Henri Becays Ferrand, né le 16 septembre 1736 à Lacaussade (Lot-et-Garonne), mort le 28 novembre 1805 à La Planchette, à Levallois-Perret (Hauts-de-Seine), est un général français de la Révolution et du Premier Empire.

## Avant la Révolution française
Fils d'une famille noble originaire d'Italie, qui s'est établie à Avignon en 1386 puis en Agenois en 1465, il est entré très jeune dans la carrière des armes. Il obtient à l'âge de 10 ans, le 18 novembre 1746, une lieutenance au régiment d'infanterie de Normandie.
Il fait les campagnes de 1747 et 1748, et assiste à la bataille de Laufeld, aux sièges de Berg-op-Zoom, du fort Lillo et de Maestricht. Il est réformé le 21 mars 1749, puis replacé lieutenant le 13 octobre 1750.
Il est élevé au grade de capitaine en 1755, puis grièvement blessé au combat de Clostercamp pendant la guerre de Sept Ans. Décoré croix de chevalier de Saint-Louis le 16 avril 1771, il est fait major-commandant de Valenciennes le 28 juillet 1773, place qu'il occupe jusqu'à la suppression des états-majors de places en 1790.
Il s'est marié le 2 août 1774, à Valenciennes avec Anne Michelle de Mauroy, fille de Jean-Louis de Mauroy, Directeur et Receveur général des domaines du Roi en la province du Hainaut.

## Sous la Révolution française
Jean Henri Becays Ferrand devient colonel de la garde nationale de Valenciennes en 1791 et le commandant temporaire de la place le 8 août 1792. Nommé maréchal de camp par Charles François Dumouriez le 20 août 1792, il commande l'aile gauche de l'armée du Nord à la bataille de Jemmapes le 6 novembre 1792. Il contribue au succès de cette journée par l'intrépidité avec laquelle il emporte à la baïonnette les villages de Carignan et de Jemmappes, et par l'habileté qu'il déploie en manœuvrant sur le flanc droit de l'ennemi. Il est confirmé général de brigade le 8 mars 1793, puis général de division le 15 mai 1793. Posté à Mons, il conduit le 26 mars 1793 à Valenciennes et à Condé les troupes qu'il a sous ses ordres.
Ayant reçu le commandement de Valenciennes, il en dirige la défense du 23 mai au 28 juillet 1793. Il refuse de livrer la ville que Dumouriez veut ouvrir aux ennemis, et s'y défend avec 9 000 hommes contre 150 000 commandés par le prince de Cobourg, le duc d'York et le général Ferraris. Avec une si faible garnison, il défend la place pendant trois mois et ne capitule qu'en désespoir d'être secouru, après avoir soutenu quatre assauts et défendu trois brèches praticables dans le corps de la place. Arrêté à la capitulation sur une déclaration faite par le général L'Escuyer, il est fait prisonnier de guerre sur parole le 28 juillet 1793, puis est libéré sous condition de ne pas servir contre les coalisés durant un an.
Il rentre à Paris le 6 août 1793, mais est rapidement arrêté comme noble (le 17 août) et incarcéré jusqu'au 9 thermidor an II (27 juillet 1794). Par ordre du Comité de salut public, son journal lui est enlevé avec une grande partie de ses papiers. Appelé à la barre et confronté avec les canonniers de la garde nationale de Valenciennes, sortis par capitulation, il a la satisfaction de se voir défendre énergiquement par ces mêmes canonniers, qui lui servent de caution et empêchent par là qu'on l'envoie à l'échafaud.

## Sous le Consulat et le Premier Empire
Admis à la retraite en 1800, Napoléon le nomme préfet de la Meuse-Inférieure d'avril 1800 à octobre 1801. Il est fait Chevalier de la Légion d'honneur par décret du 29 mars 1805.
Quelques mois avant sa mort, il a publié un Précis de la défense de Valenciennes (Paris 1805, édition corrigée et augmentée en 1834 et 1842). Il meurt le 28 novembre 1805, sans descendance, au hameau de La Planchette à Clichy-la-Garenne, aujourd'hui situé sur la commune de Levallois-Perret près de Paris.